# Kanał 1 (Izrael)

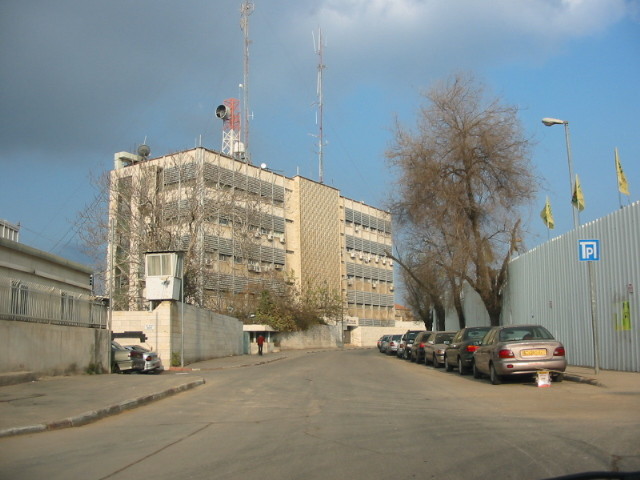
Główna siedziba Channel 1 w osiedlu Romema, Jerozolima.

Kanał 1 (hebr. הערוץ הראשון, Ha’Aruc Ha’Riszon) – dawniej kanał telewizyjny w Izraelu, był jednym z dwóch dostępnych w kraju (drugim był Kanał 2). Rozpoczął nadawanie 2 maja 1968. Był zarządzany przez rządową instytucję Israel Broadcasting Authority i finansowany z abonamentu telewizyjnego oraz wpływów z reklam. 14 maja 2017 roku, kilka minut po emisji 62. Konkursu Piosenki Eurowizji Kanał 1 został oficjalnie zamknięty.

## Historia
Kneset uchwalił prawo o telewizji 6 czerwca 1965. Na tej podstawie utworzono Zarząd Radia i Telewizji (Israel Broadcasting Authority; Rashùt Ha-Shidúr), a emisję pierwszego kanału telewizyjnego uruchomiono 2 maja 1968. Początkowo była to telewizja czarno-biała, a od 13 stycznia 1981 telewizja kolorowa. Wcześniej przeprowadzano sporadyczne transmisje kolorowe, np. wizytę egipskiego prezydenta w Izraelu w 1977 i konkurs piosenki Eurowizji.
Do 1994 kanał nazywano Ha-Televizia ha-Klalit (hebr.: הטלוויזיה הכללית) albo Ha-Televizia ha-Jisra’elit (hebr.: הטלוויזיה הישראלית).

## Reklamy
Pomimo że kanał nie nadawał typowych bloków reklamowych, to jednak podczas programów o wysokiej oglądalności (np. transmisje meczów piłki nożnej) spiker odczytywał tekst reklam. Dodatkowo prezentowane były publiczne filmy informacyjne zamówione przez rząd oraz wyborcze programy przygotowane przez partie polityczne.

## Dane techniczne
Sygnał telewizyjny był nadawany według standardów: PAL i DVB. Programy były przygotowywane w językach: hebrajskim i arabskim. Zasięg nadajników obejmował cały Bliski Wschód.